# Wolna Polska
«Wolna Polska» (рус. «Свободная Польша») — политико-культурный еженедельник, издававшийся в Москве, СССР в 1943–1946 годах. Издание служило официальным органом Союза польских патриотов и отражало политическую программу польских коммунистов в период Второй мировой войны.

## История
Журнал был основан в 1943 году в Москве по инициативе Союза польских патриотов (СПП), организации, объединявшей польских коммунистов и граждан Польши, находившихся в Советском Союзе. Издание ставило своей целью популяризацию идей независимости Польши, но при этом поддерживало коммунистическую идеологию и курс на сотрудничество с СССР.
В ходе своего существования «Wolna Polska» активно освещала политические, культурные и социальные аспекты жизни польской диаспоры в СССР. Также публиковались статьи о борьбе с фашизмом, состоянии польских вооружённых сил и планах по восстановлению послевоенной Польши.

## Редакция
В состав редакции входили известные польские коммунисты и литераторы:
- Ежи Бореиша
- Ванда Василевская
- Альфред Лямпе
- Хилари Минц
- Владислав Сикорский
- Ежи Паньский

## Прекращение выпуска
После окончания войны в 1945 году и роспуска Союза польских патриотов в 1946 году выпуск журнала «Wolna Polska» был прекращён, составив тираж в 20000 экземпляров. Его роль в польской общественной жизни частично перешла к новым изданиям, связанным с коммунистическим правительством Польской Народной Республики.